# Louis-Philippe Dandenault
 (octobre 2019).
Si vous disposez d'ouvrages ou d'articles de référence ou si vous connaissez des sites web de qualité traitant du thème abordé ici, merci de compléter l'article en donnant les références utiles à sa vérifiabilité et en les liant à la section « Notes et références ».
Louis-Philippe Dandenault, né le 23 octobre 1973 à Sherbrooke (Québec), est un acteur québécois.

## Biographie
Louis-Philippe Dandenault a grandi à Orléans dans l'Ontario. Il est le frère de Mathieu Dandenault. Acteur régulier pour la télévision québécoise – il a participé de manière notable notamment à la série 19-2 –, il est également la voix régulière de Steve Zahn, Zach Galifianakis, Gerard Butler, Mark Ruffalo, Jason Sudeikis, Scott Caan, Joel Edgerton, Woody Harrelson et Moe Szyslak pour la version québécoise de leurs films.

## Filmographie

### Cinéma
Confessions Jerome Jerry pratt (cameo) Luc Picard/Christal films
Ca sent la coupe Richard (principal) Patrice Sauvé/ Synopsis Films
Lance et Compte Le Film Francis Gagnon(Principal) Frederik D'Amour/Gaea Films
A Vos Marques Party 2 Michel Lacasse(Principal) Frederik D'Amour/Gaea Films
Dans Une Galaxie Pres De Chez Vous 2 Centurion (Principal) Philippe Gagnon/Zone 3

### Télévision

#### Téléfilms
- 2002 : Largo Winch (saison 2, épisode 2 : L'Engrenage) : Sean O'Fallon
- 2002 : Le Dernier Chapitre (mini-série) : Steve Stewart
- 2005 : Coupable de séduction : Donald Fuller
- 2006 : Canada Russia '72 : Yvan Cournoyer
- 2006 : Magnitude 10,5 : L'Apocalypse de John Lafia : Chet
- 2008 : Sticks and Stones : l'arbitre

#### Séries télévisées
- 1997 : Caillou : Rexy (voix)
- 1997 : Bouledogue Bazar (épisode : Grosse commande pour Burt et Agnès) : Foule Méchant
- 1998 : L'Ombre de l'épervier : Clovis
- 1998-1999 : Caserne 24 : Julien Bilodeau
- 2000 : L'Ombre de l'épervier : Clovis
- 2001 : Tribu.com : Normand Tremblay
- 2003 : The Last Chapter II: The War Continues (mini-série) : Steve Stewart
- 2003 : 3X Rien (saison 1, épisode 9 : La jalousie) : Steffy
- 2004 : Ciao Bella : Ernie
- 2005 : The Tournament : Coach Raymond Mercier
- 2007 : Alerte tsunamis (mini-série, saison 1, épisodes 1 et 2) : Marlon Clark
- 2007-2008 : C.A. (9 épisodes) : Nicolas Brosseau / Nicolas Groulx
- 2008 : M.V.P. (5 épisodes) : Coach Boucher / Coach Louis Boucher
- 2008 : Nos étés (saison 4, épisodes 1 à 3) : Hubert Pagé
- 2009 : Eyeshield 21 : Seijurô Shin
- 2011 - 2013 : 19-2 (20 épisodes) : Jean-Marc Brouillard
- 2000 - 2014: Lance et compte  : Francis Gagnon
- 2013 : Being Human (saison 3, épisode 2 : Même les filles mortes aiment s'amuser) : Loup #1
- 2019 - 2021 : 5e rang (série télévisée) : Olivier-Martin Duval
- 2021 : Alertes : Sylvain Lanctôt
- 2021 : Lac Noir : Olivier
- 2022 : Une affaire criminelle : Benoit « Bing » Inglis

## Doublage
La liste indique les doublage canadien francophone

### Cinéma

#### Longs métrages
- Woody Harrelson dans (20 films) :
  - Semi-pro (2008) : Monix
  - Bienvenue à Zombieland (2009) : Tallahassee
  - Sept psychopathes (2012) : Charlie Costello, psychopathe n°3
  - Hunger Games (2012) : Haymitch Abernathy
  - Hunger Games : L'Embrasement (2013) : Haymitch Abernathy
  - Insaisissable (2013) : Merritt McKinney
  - Hunger Games : La Révolte, partie 1 (2014) : Haymitch Abernathy
  - Hunger Games : La Révolte - Dernière Partie (2015) : Haymitch Abernathy
  - Triple 9 (2016) : l'inspecteur Jeffrey Allen
  - Insaisissable 2 (2016) : Merritt McKinney / Chase McKinney
  - 17 ans, sérieusement? (2016) : M. Bruner
  - Wilson (2017) : Wilson
  - La Guerre de la planète des singes (2017) : le colonel McCullough
  - Venom (2018) : Cletus Kasady / Carnage
  - Zombieland : Le doublé (2019) : Tallahassee
  - Midway (2019) : amiral Chester Nimitz
  - Venom : Ça va être un carnage (2021) : Cletus Kasady / Carnage
  - Champions (2023) : Marcus
  - Emmène-moi sur la Lune (2024) : Moe Berkus

- Joel Edgerton dans (15 films) : 
  - Le Roi Arthur (2004) : Gawain
  - Guerrier (2011) : Brendan Conlon
  - Opération avant l'aube (2012) : Patrick
  - Gatsby le Magnifique (2013) : Tom Buchanan
  - L'Exode : Dieux et Rois (2014) : Ramsès
  - Le Cadeau (2015) : Gordon « Gordo » Moseley
  - Messe noire (2015) : John Connelly
  - Loving (2016) : Richard Loving
  - Le moineau rouge (2018) : Nathaniel Nash
  - La Rançon (2018) : Richard Rusk
  - Garçon effacé (2018) : Victor Sykes
  - The Green Knight (2021) : un seigneur
  - Treize Vies (2022) : Richard Harris
  - Les racines de la violence (2023) : Narvel Roth
  - Ils étaient un seul homme (2023) : Al Ulbrickson Sr. (en)

- Zach Galifianakis dans (12 films) :
  - Opération G-Force (2009) : Ben
  - Lendemain de veille (2009) : Alan Garner
  - C'est comme une drôle d'histoire (2010) : Bobby
  - Le Dîner de cons (2010) : Therman
  - Lendemain de veille 2 (2011) : Alan Garner
  - Les Muppets (2011) : Joe l'clodo
  - La Campagne (2012) : Martin « Marty » Huggins
  - Lendemain de veille 3 (2013) : Alan Garner
  - Amis pour la vie (2013) : Ben Baker
  - Les Grands Génies (2016) : David Scott Ghantt
  - Nos voisins les Jones (2016) : Jeff Gaffney
  - Un raccourci dans le temps (2018) : le Médium Heureux

- Michael Shannon dans (11 films) :
  - Kangourou Jack (2003) : Frankie Lombardo
  - Allons en prison (2006) : Lynard
  - La Foi et l'Ordre (2011) : Donnie
  - Course express (2012) : Bobby Monday
  - 99 Homes (2014) : Rick Carver
  - La Veille (2015) : M. Green
  - Elvis & Nixon (2016) : Elvis Presley
  - Le lieu secret (2016) : Roy
  - Elvis and Nixon (2016) : Elvis Presley
  - Animaux nocturnes (2016) : Bobby Andes
  - La Brigade des 12 (2018) : Hal Spencer

- Luke Evans dans (9 films) :
  - Les Immortels (2011) : Zeus
  - Le corbeau (2012) : Détective Emmett Fields
  - Rapides et dangereux 6 (2013) : Owen Shaw
  - Dracula inédit (2014) : Vlad Tepes / le comte Dracula
  - La Fille du train (2016) : Scott Hipwell
  - Le Destin des dangereux (2017) : Owen Shaw
  - Ma (2019) : Ben Hawkins
  - Anna (2019) : Alexander Tchenkov
  - Crise (2021) : Dr Bill Simmons

- Mark Ruffalo dans (8 films) :
  - Tu peux compter sur moi (2000) : Terry Prescott
  - Profession : Hôtesse de l'air (2003) : Ted Stewart
  - Ma vie sans moi (2003) : Lee
  - Du Soleil plein la tête (2004) : Stan
  - Dissensions (2008) : Brian Reilly
  - Margaret (2011) : Jason Maretti Berstone
  - Nouveau Refrain (2013) : Dan Mulligan
  - Spotlight : Édition spéciale (2015) : Michael Rezendes

- Steve Zahn dans (8 films) :
  - Virée d'enfer (2001) : Fuller Thomas
  - Au volant avec les gars (2002) : Ray Hasek
  - Sahara (2005) : Al Giordino
  - Secours à l'aube (2006) : lieutenant Dwayne Martin
  - Journal d'un dégonflé (2010) : Frank Heffley
  - Un paradis d'enfer (2010) : Cliff Anderson
  - Journal d'un dégonflé : Rodrick fait sa loi (2011) : Frank Heffley
  - Dallas Buyers Club (2013) : Tucker

- Shea Whigham dans (8 films) :
  - Première neige (2006) : Vincent
  - Marais noir (2009) : Luke Benny
  - Arnaque .44 (2011) : Billy
  - Sauvages (2012) : Chad
  - Le Bon Côté des choses (2012) : Jake Solitano
  - Sans arrêt (2014) : l'agent Marenick
  - Kong: Skull Island (2017) : Earl Cole
  - Le Premier Homme (2018) : Virgil « Gus » Grissom

- Holt McCallany dans (8 films) :
  - L'Éveil : Soif du sang (2007) : Rourke
  - Les Losers (2010) : Wade Travis
  - Du plomb dans la tête (2013) : Hank Greely
  - Une nuit pour survivre (2015) : Frank
  - Chapeau noir (2015) : Mark Jessup
  - L'Exécuteur (2017) : Jerry « La Bête » Manning
  - La Furie d'un homme (2021) : Haiden « Bullet » Blaire
  - Piège de glace (2021) : Rene Lampard

- Gerard Butler dans (8 films) :
  - Rock et escrocs (2008) : One Two
  - La Vérité toute crue (2009) : Mike Chadway
  - Un honnête citoyen (2009) : Clyde Shelton
  - Assaut sur Londres (2016) : Mike Banning
  - À armes égales (2018) : Nick « Big Nick » O'Brien
  - Opération Hunter-Killer (2018) : Commandant Joe Glass
  - L'Ultime Assaut (2019) : agent Mike Banning
  - Groenland (2020) : John Garrity

- Scott Caan dans (7 films) :
  - Les pros du collège (1999) : Charlie Tweeder
  - Le Clan des millionnaires (2000) : Richie O'Flaherty
  - L'Inconnu de Las Vegas (2001) : Turk Malloy
  - Le Retour de Danny Ocean (2004) : Turk Malloy
  - Cœurs perdus (2006) : Inspecteur Reilly
  - Danny Ocean 13 (2007) : Turk Malloy
  - Voici Dave (2008) : officier Dooley

- Breckin Meyer dans (7 films) :
  - Le Rallye (1999) : Cole
  - Josie et les Pussycats (2001) : Marco
  - Kate et Léopold (2001) : Charlie McKay
  - Garfield, le film (2004) : Jon Arbuckle
  - Rebond (2005) : Tim Fink
  - Garfield : Pacha royal (2006) : Jon Arbuckle
  - Hanté par ses ex (2009) : Paul Mead

- Paul Schneider dans (5 films) :
  - 50 Façons de perdre l'amour (2004) : Owen
  - Rencontres à Elizabethtown (2005) : Jessie Baylor
  - Lars et l'amour en boîte (2007) : Gus Lindstrom
  - Ailleurs nous irons (2009) : Courtney Farlander
  - Mon amour (2009) : Charles Armitage Brown

- Jeremy Piven dans (5 films) :
  - Coup fumant (2006) : Robert « Buddy Aces » Israel
  - Le Royaume (2007) : Damon Schmidt
  - Espions en herbe 4 : Tout le temps du monde (2011) : Danger D'Amo / Timekeeper / Tick Tock / le père de Danger
  - Tellement secrète (2011) : Armon Ranford
  - Sin City : J'ai tué pour elle (2014) : Bob

- Mads Mikkelsen dans (5 films) :
  - Docteur Strange (2016) : Kaecilius
  - Rogue One : Une histoire de Star Wars (2016) : Galen Erso
  - Arctic (2018) : Overgård
  - À la porte de l'éternité (2018) : un prêtre
  - Les Animaux fantastiques : Les Secrets de Dumbledore (2022) : Gellert Grindelwald

- Chris Klein dans :
  - Folies de graduation (1999) : Chris « Oz » Ostreicher
  - Folies de graduation 2 (2001) : Chris « Oz » Ostreicher
  - Simplement amis ? (2005) : Dusty
  - Folies de Graduation : La Réunion (2012) : Chris « Oz » Ostreicher

- Tony Curran dans :
  - La Ligue des gentlemen extraordinaires (2003) : Rodney Skinner, l'homme invisible
  - Ondine (2009) : Alex
  - La présence (2010) : L'homme en noir
  - 10 Secondes de liberté (2016) : Lawson Robertson

- Jonathan Cherry dans :
  - Destination ultime 2 (2003) : Rory Peters
  - Goon : Dur à cuire (2012) : Marco Belchior
  - Le triangle amoureux (2013) : Doug
  - Goon : Le Dernier des durs à cuire (2017) : Marco « Goalie / Belchie » Belchior

- Dash Mihok dans :
  - Connie et Carla (2004) : Mikey
  - Le Chien de la caserne (2007) : Trey Falcon
  - Le Punisher : Zone de guerre (2008) : le détective Martin Soap
  - Otages (2011) : Ty

- Ben Foster dans :
  - 30 jours de nuit (2007) : l'étranger
  - Pandorum (2009) : le caporal Bower
  - Les Heures de gloire (2016) : Richard Livesey
  - Comancheria (2016) : Tanner Howard

- Jason Sudeikis dans :
  - Le rocker (2008) : David Marshall
  - Le Chasseur de primes (2010) : Stewart
  - Le Passe-Droit (2011) : Fred Searing
  - Nous sommes les Miller (2013) : David Burke

- Jason Statham dans :
  - Les Sacrifiés (2010) : Lee Christmas
  - Saine et Sauve (2012) : Luke Wright
  - Les Sacrifiés 2 : De retour au combat  (2012) : Lee Christmas
  - Les Sacrifiés 3 (2014) : Lee Christmas

- Ron Eldard dans :
  - Otage du jeu (1999) : Edward Harrington
  - Le vaisseau Fantôme (2002) : Dodge
  - Au gré des marées (2006) : Jack

- Jed Rees dans :
  - Quatre gars et un balai (2002) : Eddie Strombeck
  - Mise en Jeu (2003) : Andrew
  - Deadpool (2016) : « agent Smith » (Jared)

- Mackenzie Crook dans :
  - Pirates des Caraïbes : La Malédiction de la Perle noire (2003) : Ragetti
  - Pirates des Caraïbes : Le Coffre du mort (2006) : Ragetti
  - Pirates des Caraïbes : Jusqu'au bout du monde (2007) : Ragetti

- Johnathon Schaech dans :
  - Le Bal de l'horreur (2008) : Richard Fenton
  - Maraudeurs (2016) : Détective Mims
  - Riposte blindée (2018) : Gabriel

- Ray Stevenson dans :
  - Thor (2011) : Volstagg
  - Thor : Un monde obscur (2013) : Volstagg
  - Thor : Ragnarok (2017) : Volstagg

- Jason Momoa dans : 
  - Justice League (2017) : Arthur Curry / Aquaman
  - Aquaman (2018) : Arthur Curry / Aquaman
  - Dune : Première partie (2021) : Duncan Idaho

- Ralph Ineson dans :
  - Player One (2018) : Rick
  - Brahms : Le Garçon II (2020) : Joseph
  - Tout le monde parle de Jamie (2021) : Wayne

- Guy Torry dans :
  - Génération X-trême (1998) : Lamont
  - Animal (2001) : Miles

- Donal Logue dans :
  - Les jeux sont faits (2000) : Pug
  - Les garçons d'honneur (2006) : Jimbo

- Leslie Phillips dans :
  - Harry Potter à l'école des sorciers (2001) : le Choixpeau magique (voix)
  - Harry Potter et la Chambre des secrets (2002) : le Choixpeau magique (voix)

- Clé Bennett dans :
  - Entre l'arbre et l'écorce (2001) : Shark
  - Jour de chance (2019) : Leroy

- Andy Lau dans :
  - Infernal Affairs (2002) : Lau Kin Ming
  - Les Seigneurs de la guerre (2007) : Cao Er-hu

- Shawn Wayans dans :
  - Drôles de blondes (2004) : Kevin Copeland
  - Petit Homme (2006) : Darryl Edwards

- Ted Raimi dans :
  - Spider-Man 2 (2004) : Hoffman
  - Spider-Man 3 (2007) : Hoffman

- Nathan Fillion dans :
  - Serenity (2005) : Malcolm Reynolds
  - Incisions (2006) : Bill Pardy

- Mike Smith dans :
  - Les Trailer Park Boys: Le Film (2006) : Bubulles
  - Trailer Park Boys: Le Jour de la Brosse (2009) : Bubulles

- Kirk Acevedo dans :
  - Invincible (2006) : Tommy
  - L'Aube de la planète des singes (2014) : Carver

- Scott Patterson dans :
  - Décadence IV (2007) : agent spécial du FBI Peter Strahm
  - Décadence V (2008) : agent spécial du FBI Peter Strahm

- Mathew St. Patrick dans :
  - Guerre (2007) : Wick
  - Réveil inattendu (2008) : Détective

- Shawn Hatosy dans :
  - Le Prix de la rançon (2007) : Thaddeus James
  - Au bout de la nuit 2 (2011) : l'inspecteur Dan Sullivan

- Rafe Spall dans :
  - Super flic (2007) : l'Inspecteur Andy Cartwright
  - Prometheus (2012) : Milburn

- Sullivan Stapleton dans :
  - Les Enfants de décembre (2007) : Fearless
  - 300 : La Naissance d'un empire (2014) : Thermistocles

- Michael Ealy dans :
  - Sept Vies (2008) : Ben Thomas
  - Monde infernal : L'éveil (2012) : Inspecteur Sebastian

- Devin Ratray dans :
  - Clones (2009) : Bobby
  - RIP Département (2013) : Pulaski

- Joe Pingue dans :
  - Le Livre d'Élie (2010) : Hoyt
  - Les Repreneurs (2010) : Ray

- Bobby Moynihan dans :
  - C'était à Rome (2010) : Puck
  - The Book of Henry (2017) : John

- Katt Williams dans :
  - Chats et chiens : La revanche de Kitty Galore (2010) : Seamus (voix)
  - Figures paternelles (2017) : l'auto-stoppeur

- Stephen Moyer dans :
  - Le Dédoublement (2011) : Brutus
  - Nœud du diable (2013) : John Fogleman

- John Brotherton dans :
  - La Conjuration (2013) : Officier Brad Hamilton
  - Le convoi (2016) : Nicholas

- John DiMaggio dans :
  - Transformers : L'Ère de l'extinction (2014) : Crosshairs (voix)
  - Transformers : Le Dernier Chevalier (2017) : Crosshairs (voix)

- Joseph Gilgun dans :
  - La Dernière Chasse aux sorcières (2015) : Ellic
  - L'Infiltré (2016) : Dominic

- Sean Harris dans :
  - Mission: Impossible 5 - La nation Rogue (2015) : Solomon Lane
  - Mission : Impossible - Répercussions (2018) : Solomon Lane

- Mark Gatiss dans :
  - Déni (2016) : Robert Jan van Pelt
  - L'Histoire de Jean-Christophe (2018) : Giles Winslow Jr.

- Sergio Peris-Mencheta dans :
  - La Vie en soi (2018) : Javier
  - Rambo: La Dernière Mission (2019) : Hugo Martinez

- Christian Bale dans :
  - Vice (2018) : Dick Cheney
  - Thor : Amour et tonnerre (2022) : Gorr le Boucher des dieux

- David Harbour dans :
  - Hellboy (2019) : Hellboy
  - Black Widow (2021) : Alexei Shostakov / Red Guardian

- 1994 : Ivresse au combat : Tso (Cheung Chi-kwong)
- 1997 : Frissons 2 : Phil Stevens (Omar Epps)
- 1998 : Négociateur : Geoff Morrell (lui-même)
- 1999 : Bats: La Nuit des Chauves-Souris : le shérif Emmett Kimsey (Lou Diamond Phillips)
- 1999 : Infiltration : Latique (Hassan Johnson)
- 1999 : Pleine Lune à Woodstock : Walker Jerome (Viggo Mortensen]
- 2000 : Frissons 3 : Tyson Fox (Deon Richmond)
- 2000 : En souvenir des Titans : Ronnie « Sunshine » Bass (Kip Pardue)
- 2000 : Miss Personnalité : Frank Tobin (Steve Monroe)
- 2000 : La Fille de mes rêves : Monk Jablonski (Zak Orth)
- 2001 : Vanilla Sky : Peter Brown (Johnny Galecki)
- 2001 : La Chute du faucon noir : sergent Scott Galantine (Gregory Sporleder)
- 2001 : Ali : Sonny Liston (Michael Bentt)
- 2001 : Déclic : l'inspecteur Art « Fuzzy » Rice (Nas)
- 2002 : La Somme de toutes les peurs : John Clark (Liev Schreiber)
- 2002 : Le Peuple des ténèbres : Paul Loomis (Marc Blucas)
- 2002 : Libellule : Pilote (Jacob Vargas)
- 2002 : Craqué : la moustache (Alexis Arquette)
- 2002 : Pinocchio : le chat (Max Cavallari)
- 2002 : La Recrue : Brooks (Russell Richardson)
- 2002 : Les Voyous de Brooklyn : Marco (Norman Reedus)
- 2003 : Formation extrême : sergent Raymond « Ray » Dunbar (Brian Van Holt)
- 2003 : House of the Dead : Le jeu ne fait que commencer : Simon (Tyron Leitso)
- 2003 : En enfer : Billy Cooper (Chris Moir)
- 2003 : Confidence : Lionel Dolby (Leland Orser)
- 2004 : L'Aube des morts : Bart (Michael Barry (en))
- 2004 : La Mort dans la peau : Daniel « Danny » Zorn (Gabriel Mann)
- 2004 : Miracle : Jim Craig (Eddie Cahill)
- 2004 : Piégés : Roger (Elias Toufexis)
- 2004 : Les lumières du vendredi soir : Brian Chavez (Jay Hernandez)
- 2004 : Confessions d'une jeune diva : Steve Maya (Adam MacDonald)
- 2004 : Les Sentinelles de l'air : Mullion (DeObia Oparei)
- 2004 : Entre sœurs III : Le début : Finn (Brendan Fletcher)
- 2004 : La Plus Belle Victoire : Carl Colt (James McAvoy)
- 2004 : Méchantes Ados : Damian Leigh (Daniel Franzese)
- 2004 : Le petit carnet noir : Ira (Kevin Sussman)
- 2004 : Haute Coiffure : Brian (Joe Torry)
- 2005 : Eau trouble : Kyle (Dougray Scott)
- 2005 : Truman Capote : Perry Smith (Clifton Collins Jr.)
- 2005 : Les Seigneurs de Dogtown : Billy Z (Elden Henson)
- 2005 : Metal: A Headbanger's Journey : le présentateur et narrateur du documentaire (Sam Dunn)
- 2005 : La Maison de cire : Lester Sinclair (Damon Herriman)
- 2005 : Doom : le caporal Eric « Goat » Fantom (Ben Daniels)
- 2005 : Un homme à tout prix : Jeffrey (Jeremy Sheffield)
- 2006 : Basic Instinct 2 : Docteur Michael Glass (David Morrissey)
- 2006 : Déjà vu (2006) : Carroll Oerstadt (Jim Caviezel)
- 2006 : Bobby : Tim Fallon (Emilio Estevez)
- 2006 : La Nuit des Moutons : Grant (Oliver Driver)
- 2006 : Le Fusilier Marin : sergent John Triton (John Cena)
- 2006 : La Dame de l'eau : Reggie (Freddy Rodríguez)
- 2006 : Terreur sur la ligne : voix au téléphone (Lance Henriksen)
- 2006 : Clic : Bill Rando (Sean Astin)
- 2006 : Dans la mire du pouvoir : Pool (Marc Warren)
- 2006 : Touristes : Finn (Desmond Askew)
- 2006 : Un beau matin : Mickey (Jason Davis)
- 2006 : Karla : Nick (Alex Boyd)
- 2007 : Gangster américain : Alfonse Abruzzo (Yul Vazquez)
- 2007 : Jeunes adultes qui baisent : Andrew (Josh Dean)
- 2007 : Maintenant ou jamais : Roger Chambers (Alfonso Freeman)
- 2007 : Condamnés à mort : Bill Darley (Garrett Hedlund)
- 2007 : Grindhouse présente Robert Rodriguez's Planète Terreur : le lieutenant Muldoon (Bruce Willis)
- 2007 : Resident Evil : L'Extinction : Albert Wesker (Jason O'Mara)
- 2007 : Amour à la dérive : Chase (Jackie Long)
- 2008 : En toute loyauté : Carlos Bragon (Maximiliano Hernandez)
- 2008 : Recherché : l'Exterminateur (Constantin Khabenski)
- 2008 : Milk : McConnelly (Steven Wiig)
- 2008 : Le lutteur : Tommy Rotten (Tommy Farra)
- 2008 : Des gars modèles : Michael Kuzzik (Joe Lo Truglio)
- 2008 : Cœur d'encre : Nez Aplati (Steve Speirs)
- 2008 : Le Grand Stan : Dang (Tsuyoshi Abe)
- 2008 : Héros recherché : Lynch McGraw (Steven Kozlowski)
- 2009 : La destination ultime : Carter Daniels (Justin Welborn)
- 2009 : Transformers : La Revanche : Professeur Colan (Rainn Wilson)
- 2009 : Sherlock Holmes : Capitaine Tanner (Clive Russell)
- 2009 : L'Assistant du vampire : Larten Crepsley (John C. Reilly)
- 2009 : Les Tobby dans l'espace : Yuri (Diedrich Bader)
- 2009 : Bad Lieutenant : Escale à La Nouvelle-Orléans : Big Fate (Xzibit)
- 2009 : Scooby-Doo : L'Origine du mystère : le concierge (C. Ernst Harth)
- 2009 : Le fusilier marin 2 : Joe Linwood (Ted DiBiase Jr)
- 2009 : L'intraîtable Bone : JC (Kimbo Slice)
- 2009 : Millénium 2 : La Fille qui rêvait d'un bidon d'essence et d'une allumette : Paolo Roberto (Paolo Roberto)
- 2009 : Collision fatale : Timothy Emser (Kevin Corrigan)
- 2010 : Kick-Ass : Big Joe (Michael Rispoli)
- 2010 : L'Agence tous risques : Pike (Brian Bloom)
- 2010 : L'Espion d'à côté : Colton James (Billy Ray Cyrus)
- 2010 : La fée des dents : Entraîneur (Barclay Hope)
- 2010 : Le Monde de Barney : Boogie (Scott Speedman)
- 2010 : Comment savoir : le lanceur de Bullpen (Domenick Lombardozzi)
- 2010 : Survivants de l'ouragan : Sam (J.B. Smoove)
- 2011 : L'Affaire Kate Logan : Officier Dawson (Mike Paterson)
- 2011 : Son Altesse : Thadeous (Danny McBride)
- 2011 : Sans limites : Gennady (Andrew Howard)
- 2011 : Code source : Max Denoff (Russell Peters)
- 2011 : Tueur d'élite : Pennock (Matthew Nable)
- 2011 : Le Bang Bang Club : Ken Oosterbroek (Frank Rautenbach)
- 2011 : Les Chiens de pailles : Charlie Venner (Alexander Skarsgård)
- 2012 : Jack Reacher : Linsky (Michael Raymond-James)
- 2012 : Les Tobby chasseurs de trésor : Seti (Christopher Maleki)
- 2012 : Le Porte-bonheur : Keith Clayton (Jay R. Ferguson)
- 2012 : Juge Dredd : Caleb (Warrick Grier)
- 2012 : Ça va faire boom : Niko (Bas Rutten)
- 2013 : Iron Man 3 : Savin (James Badge Dale)
- 2013 : Le Loup de Wall Street : Patrick Denham (Kyle Chandler)
- 2013 : Les Chroniques de Riddick: Domptez les Ténèbres : Santana (Jordi Mollà)
- 2013 : L'Incroyable Burt Wonderstone : Rick the Implausible (Jay Mohr)
- 2013 : Le Cinquième Pouvoir : Marcus (Moritz Bleibtreu)
- 2013 : Grandes personnes 2 : l'officier Dante (Peter Dante)
- 2013 : Jackass présente : Vilain grand-père : Chuck (Greg Harris)
- 2014 : La Purge : Anarchie : Diego (Noel Gugliemi)
- 2014 : Dans la tempête : Reevis (Jon Reep)
- 2014 : John Wick : Kirill (Daniel Bernhardt)
- 2015 : Régression : le révérend Murray (Lothaire Bluteau)
- 2016 : Warcraft : Le Commencement : Orgrim Marteau-du-Destin (Robert Kazinsky)
- 2016 : Resident Evil : L'ultime chapitre : Razor (Fraser James)
- 2016 : 31 : Psycho Head (Lew Temple)
- 2016 : Le Livre de la jungle : Akela (Giancarlo Esposito) (voix)
- 2016 : Rêves noirs : Wayne Caraway (Bill Paxton)
- 2016 : Mères indignes : Mike Mitchell (David Walton)
- 2016 : Maudie : Everett Lewis (Ethan Hawke)
- 2017 : La Femme du gardien de zoo : Jan Żabiński (Johan Heldenbergh)
- 2017 : Ghost in the Shell : Cutter (Peter Ferdinando)
- 2017 : Le Destin des Logan : Joe Bang (Daniel Craig)
- 2017 : Blonde atomique : Aleksander Bremovych (Roland Møller)
- 2018 : Pur-sang : Mark (Paul Sparks)
- 2018 : Carnage chez les Joyeux Touffus : Phil Philips (Bill Barretta) (voix)
- 2018 : Les Sentinelles du Pacifique : An Ming Xun / An Ming He (Song Seung-heon)
- 2018 : Mary Poppins est de retour  : William Weatherall Wilkins (Colin Firth)
- 2018 : Veuves : Jimmy Nunn (Coburn Goss)
- 2018 : Mécaniques fatales : Orme Wreyland (Mark Hadlow)
- 2018 : Opération infiltration : Felix Kendrickson (Jasper Pääkkönen)
- 2018 : La Première Purge : Freddy (Steve Harris)
- 2018 : La Mule : Julio (Ignacio Serricchio)
- 2018 : Backstabbing for Beginners : Rasnetsov (Brian Markinson)
- 2019 : Rapides et dangereux présentent Hobbs et Shaw : Jonah Hobbs (Cliff Curtis)
- 2019 : Brightburn : L'Enfant du mal : Noah McNichol (Matt L. Jones)
- 2019 : Terreur dans la tempête : Wayne Taylor (Ross Anderson)
- 2019 : Jumanji : Le Prochain Niveau : Jürgen le brutal (Rory McCann)
- 2019 : État de choc : Sergent Tull (Texas Battle)
- 2019 : Queen and Slim : le shérif Edgar (Benito Martinez)
- 2020 : Mulan : Böri Khan (Jason Scott Lee)
- 2020 : La Chasse : Sergent Dale (Steve Mokate)
- 2020 : Bill et Ted font face à la musique : William « Bill » S. Preston (Alex Winter)
- 2020 : Phénix : Boomer (Paul Sloan)
- 2020 : Birds of Prey : Victor Zsasz (Chris Messina)
- 2021 : Mortal Kombat : Kano (Josh Lawson)
- 2021 : Le Mauritanien : Bill Seidel (Corey Johnson)
- 2021 : La Femme de mon meilleur ennemi : Aristote Papadopolous (Antonio Banderas)
- 2021 : Cry Macho : Howard Polk (Dwight Yoakam)
- 2021 : Pierre Lapin 2 : Le Fugueur : Barnabé (Lennie James) (voix)
- 2021 : Shang-Chi et la Légende des Dix Anneaux : Xu Wenwu (Tony Leung Chiu-wai)
- 2021 : West Side Story : le sergent Krupke (Brian d'Arcy James)
- 2022 : Chien : Noah (Ethan Suplee)
- 2022 : Top Gun : Maverick : Solomon « Warlock » Bates (Charles Parnell)
- 2022 : Le téléphone noir : Terrence Blake (Jeremy Davies)
- 2022 : Témoin en péril : Gabriel Tancredi (Michael Rooker)
- 2022 : Ne t'inquiète pas chérie : Dean (Nick Kroll)

#### Films d'animation
- 2005 : Eyeshield 21 : Seijurô Shin
- 2006 : Les Bagnoles : Fillmore
- 2006 : Les Petits Pieds du bonheur : Chef Skua
- 2007 : Bienvenue chez les Robinson : Gaston
- 2007 : Les Rois du surf : Tank Evans
- 2007 : Appleseed Ex Machina : Briareos Hecatombcales
- 2009 : La Princesse et la Grenouille : voix additionnelles
- 2010 : Raiponce : le Main froide (Hook-Hand Thug)
- 2011 : Rio : Tipa
- 2011 : Kung Fu Panda 2 : Maître Croc
- 2011 : Les Bagnoles 2 : Fillmore
- 2012 : Les Pirates! Bande de nuls : Black Bellamy
- 2012 : Les Mondes de Ralph : Markowski
- 2012 : Les Enfants loups, Ame et Yuki : voix additionnelles
- 2013 : Mission dindons : Jake
- 2014 : Opération noisettes : Johnny
- 2016 : Alpha et Omega: À la recherche des Dinos : Jethro
- 2016 : Kung Fu Panda 3 : Maître Croc
- 2016 : Les Trolls : Miette
- 2017 : Le bébé boss : Le Bébé Boss
- 2017 : Les Bagnoles 3 : Fillmore
- 2017 : Mon petit poney : Le film : Storm King
- 2017 : Les Aventures du Capitaine Bobette, le film : Professeur K. K. Prout
- 2017 : Parvana, une enfance en Afghanistan : Nurullah
- 2018 : Hôtel Transylvanie 3 : Les Vacances d'été : Tinkles
- 2018 : Ralph brise l'Internet : le bloqueur de pop-up
- 2019 : Le Film Lego 2 : Aquaman
- 2021 : Les Mitchell contre les machines : Glaxxon 5000
- 2021 : ‘’Chantez! 2’’ : Clay Calloway
- 2022 : Fureur sur pattes : La légende de Hawk : Ohga
- 2022 : ‘’DC Krypto Super-Chien’’ : Aquaman
- 2023 : Super Mario Bros. le film : Bowser
- 2023 Wish : Asha et la Bonne Étoile : Valentino

### Télévision

#### Téléfilms
- 1999 : Toute une nuit : Dan (Emilio Estevez)
- 2004 : Piège pour une mère : Keith (Frank Schorpion)
- 2006 : Mourir deux fois : Ivan Fedorov (Mark Antony Krupa)
- 2007 : Complot meurtrier : Nick (Kevin Jubinville)
- 2007 : Une vie brisée : Ray (Michael Woods)
- 2012 : La Négociatrice : Scott Sanders (Elias Toufexis)
- 2015 : Enquêtes gourmandes : Meurtre quatre étoiles : John (Dean Marshall)
- 2019 : Une famille déchirée par les secrets : Michael Hillman (Ash Catherwood)

#### Séries télévisées
- Ari Cohen dans :
  - Motard espion (2015-2016) : Mike « Koz » Kozinski
  - Les Kennedy: Après Camelot (2017) : David Burke

- 2001-2006 : Coroner Da Vinci : Danny Leary (Max Martini)
- 2007-2008 : Intelligence : Michael Reardon (Bernie Coulson)
- 2011-2013 : Fitz : Josh McTaggart (Donavon Stinson)
- 2013-2014 : Arctic Air : Ronnie Dearman (Brian Markinson)
- 2013 : Solitaire : Lucas « Mitch » Mitchel (Ian Tracey)

#### Séries télévisées d'animation
- 2008-2013 : Star Wars: La guerre des clones : le Général Grievous
- 2010-2011 : Les Zybrides : Entrée, Princesse Pony
- 2017 : Toon Marty : Jack
- depuis 2018 : Les Simpson : Moe Szyslak
- depuis 2023 : L'Île des défis extrêmes (2023) : Charles
- 2024 : Batman, le justicier masqué : Onomatopée (version québécoise)

### Jeux vidéo
- 2003 : Prince of Persia : Les Sables du temps : Le Prince
- 2013 : Assassin's Creed IV: Black Flag - Freedom Cry : Slave Driver (voix)
- 2014 : Assassin's Creed Unity : Pierre Bellec
- 2015 : Rainbow Six Siege : Montagne